# Acontia gonoides
Acontia gonoides är en fjärilsart som beskrevs av Mcdunnough 1943. Acontia gonoides ingår i släktet Acontia och familjen nattflyn. Inga underarter finns listade i Catalogue of Life.